# Adelphité
Pour les articles homonymes, voir Adelphe.

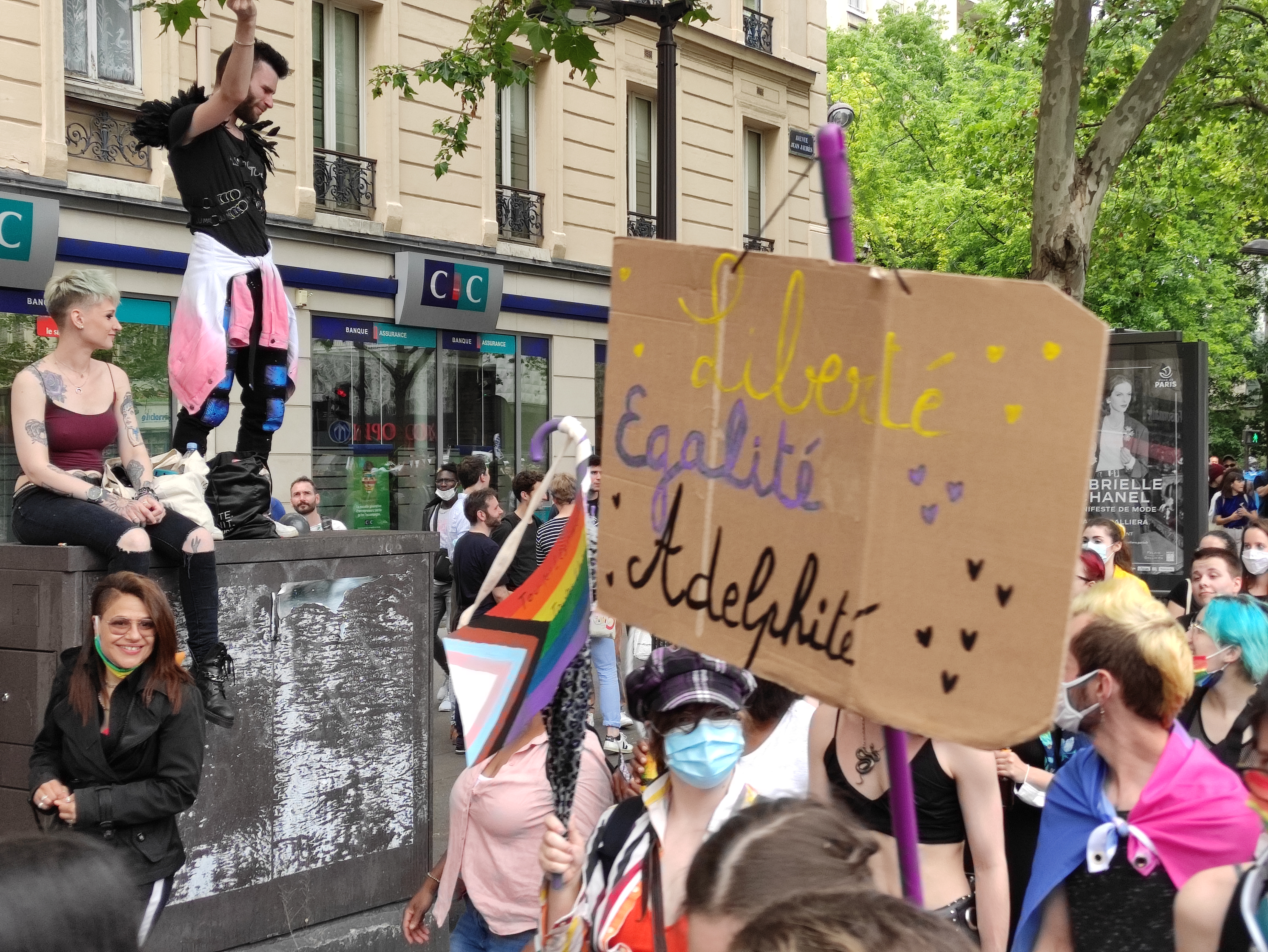
Une pancarte liberté, égalité, adelphité reprenant les couleurs du drapeau non-binaire à la marche des fiertés de Paris de 2021.

L'adelphité (de la racine ἀδελφ- en grec, qui a donné ἀδελφός, adelphós, « frère » et  ἀδελφή, adelphḗ, « sœur ») est le lien de parenté qui unit les enfants nés des mêmes parents, sans distinction de genre. Sur le plan politique, le terme d'adelphité cherche à dépasser ceux de fraternité (jugé trop masculin, voire sexiste, et n'incluant pas toutes les personnes) et de sororité (mot également limité car n'englobant que les femmes).

## Historique

### Origines et développement
Le terme adelphité apparaît en grec au Ier siècle dans les communautés chrétiennes, sous la plume de l'apôtre Pierre. Il invente le substantif adelphotès et adelphotéta, qui désigne la communauté des frères et des sœurs (et peut également faire référence à une communauté religieuse). Le mot est ensuite réutilisé par plusieurs penseurs chrétiens et communautés, notamment en Afrique du Nord ou en Cappadoce. Pour désigner l'amour que se portent les différents membres de cette adelphotès, les chrétiens inventent, sur la même racine, le terme philadelphia. Ce mot est repris en 1682 par William Penn lors de la fondation de la ville de Philadelphie aux États-Unis. 
Par la suite, le terme se répand en français dans différentes disciplines scientifiques. Utilisé en botanique, le terme adelphe désigne deux pousses venant d’une même racine. Le mot adelphie, créé en 1814 en botanique, est utilisé à partir de 1990 en anthropologie à la place de fratrie. De même, dans certains textes juridiques, l'adjectif adelphique est utilisé pour désigner les relations entre frères et sœurs. 

### Critique de la fraternité et de la sororité
En 2018, le Haut conseil à l'égalité entre les femmes et les hommes suggère de remplacer « fraternité » dans la devise de la République française par « adelphité » ou « solidarité »,, dans sa Recommandation no 4, citée ci-après :

« Conduire une réflexion sur l’usage du terme « fraternité » dans la devise de la République, qui exclut les femmes de la communauté politique, à l’instar de ce qu’a récemment fait le Canada en remplaçant « thy sons » (« tes fils ») par « all of us » (« nous tous.te.s ») dans son hymne national. Des alternatives pourraient, par exemple, être les termes d’« adelphité », de « solidarité », etc.  »

Cette proposition est également soutenue par  Réjane Sénac, qui critique le concept de fraternité : « l’égalité est inconditionnelle pour les frères ; mais pour les « non-frères », elle reste conditionnelle. (…) La Fraternité laisse certains dans un « angle mort » de l’égalité (…) [l'adelphité] condense les idées d’union et de lien sans induire une perspective excluante ».
Joëlle Marchal questionne ainsi la portée du terme fraternité : « Le mot fraternité a un vaste champ sémantique. Est-ce l’utopie d’un amour universel vers lequel on tend ? Ou est-ce le sentiment qui soude un groupe : les chrétiens, les francs-maçons, les révolutionnaires, les combattants, les ouvriers, la nation ? ». Elle rappelle également que la fraternité peut se révéler excluante, en cherchant à combattre tous ceux qui ne sont pas des frères. 
D'autre part, la fraternité, concept qui a mis un siècle à s'imposer au sein de la devise de la république française et qui est « de l’ordre du sentiment et du sacré », est aussi concurrencée par le concept de solidarité, « de l’ordre de l’action et du profane ».

### Sens actuel
Proposé en 1999 par Florence Montreynaud, « adelphité » vise à inclure l'ensemble des personnes quel que soit leur genre, y compris les personnes non binaires. Florence Montreynaud définit l'adelphité comme « des relations solidaires et harmonieuses entre êtres humains, femmes et hommes ». Le terme fait partie du vocabulaire féministe qui se développe à partir des années 2000. Il est surtout utilisé dans les milieux féministes et queer. Ainsi, Lauren Bastide revendique également ce terme.

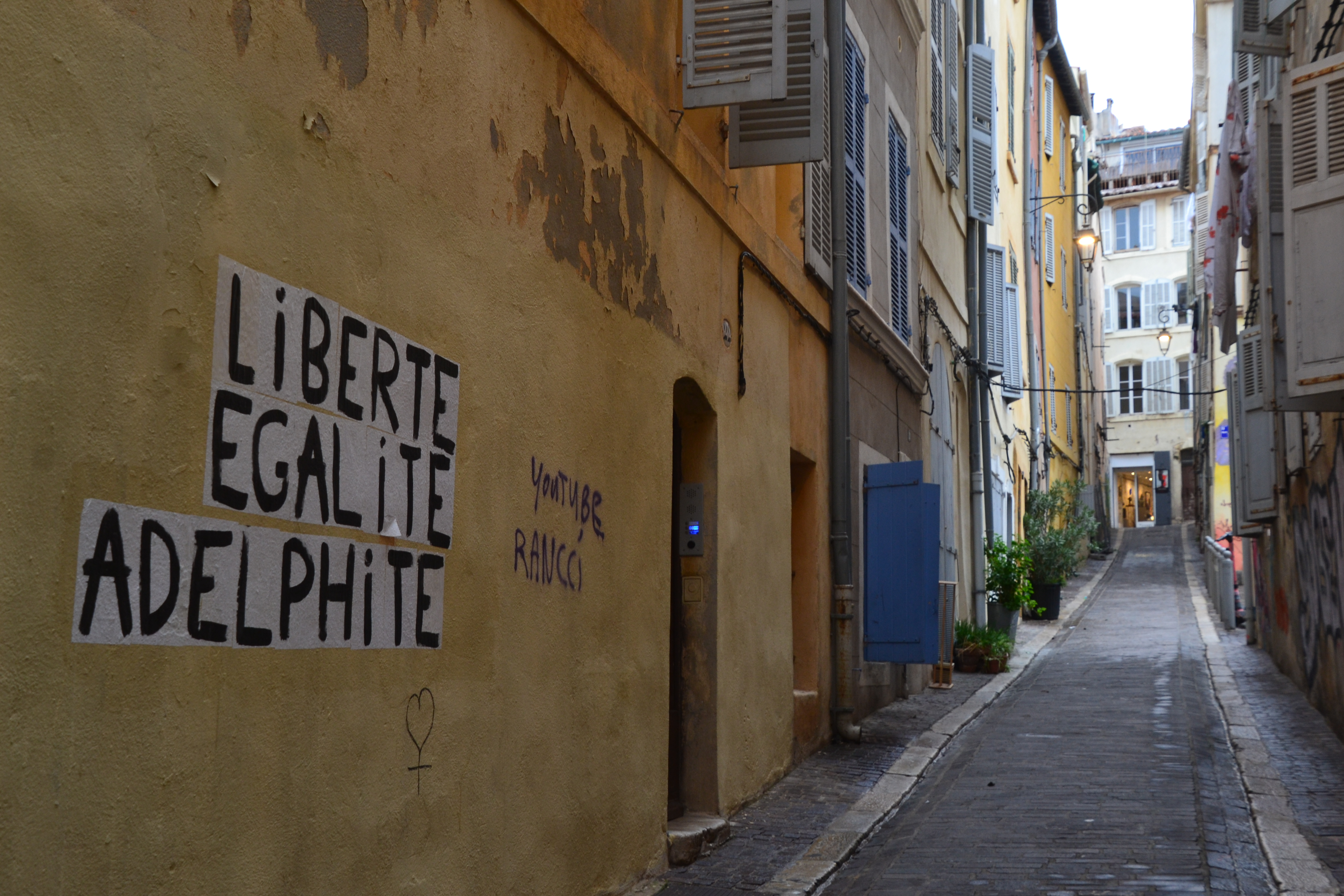
Collage féministe à Marseille avec la devise de la République française transformée en liberté, égalité, adelphité (2020).

Le terme « adelphité » se veut également plus inclusif que le concept féministe de sororité, qui rassemble les femmes vues comme des sœurs. La sororité, dans son acception contemporaine, apparaît dans les années 1960 avec les luttes féministes, en prenant le contrepied d'une fraternité uniquement masculine excluant les femmes. L'adelphité inclut également les hommes trans et les personnes non binaires, souvent victimes de misogynie et de transphobie. Toutefois, pour l'activiste non-binaire Olga Volfson, il ne s'agit pas de remplacer la sororité, qui reste un terme puissant pour les luttes féministes : l'adelphité peut s'y ajouter sans la supplanter.